# Harvest Moon: Hero of Leaf Valley
Harvest Moon: Hero of Leaf Valley (牧場物語シュガー村と皆の願い Bokujō Monogatari: Sugar Mura to Minna no Negai, lit. Ranch Story: Sugar Village and Everyone's Wish) là một trò chơi điện tử nằm trong loạt trò chơi mô phỏng nông trại Harvest Moon dành cho hệ máy PlayStation Portable. Trò chơi do Marvelous Interactive Inc. phát triển và Natsume xuất bản tại Hoa Kỳ. Trò chơi phát hành ngày 19 tháng 3 năm 2009 tại Nhật Bản và ngày 26 tháng 4 năm 2010 tại Bắc Mỹ.
Trò chơi theo cùng dòng như những phần trước của loạt Story of Seasons, trong đó người chơi sẽ vào vai một nông dân, có mục tiêu duy nhất là xây dựng và tạo lợi nhuận từ trang trại mà anh ta điều hành, bao gồm những việc như sản xuất cây trồng và chăn nuôi. Harvest Moon: Hero of Leaf Valley có cùng nhân vật chính với Harvest Moon: Save the Homeland.

## Lối chơi
Người chơi có hai năm để cố gắng ngăn chặn việc ngôi làng sắp biến thành công viên giải trí. Mục tiêu của người chơi là phải phải huy động được 50.000 đô la, nếu người chơi không tìm ra cách để cứu thị trấn thông qua ba cách có sẵn, người chơi sẽ bị buộc phải bắt đầu lại trò chơi vào đầu năm đầu tiên. Nếu thành công, người chơi sẽ có thể chơi tiếp từ năm thứ ba trở đi với những sự kiện mới mở ra
Trong Harvest Moon: Hero of Leaf Valley, nhân vật chính bắt buộc là nam, không thể tùy chọn giới tính như như những tựa game phát hành gần đó trong cùng dòng. Nhân vật chính có thể yêu và kết hôn với bất kỳ phụ nữ nào trong game - kể cả Harvest Goddess.

## Cốt truyện
Sau khi nghe tin người ông của nhân vật chính đã qua đời, người chơi đi đến Leaf Valley/Sugar Village để nhận những di sản của ông để lại làmột trang trại. Tình cờ anh biết rằng Tập đoàn Funland sẽ nhẫn tâm san bằng thị trấn Leaf Valley và thay thế bằng một công viên giải trí, trừ phi dân làng có thể tìm ra cách để ngăn chặn họ. Người chơi gặp ba "Harvest sprites" và Harvest Goddess, họ yêu cầu anh ở lại trang trại và giúp đỡ họ. Người chơi sau đó quyết định tiếp quản trang trại của ông mình và làm việc chăm chỉ để xoay chuyển tình thế.
Người chơi sẽ cần phải trồng trọt, chăn nuôi, khai thác quặng và đá quý để giúp cứu Leaf Valley và trang trại của gia đình. Từ đó anh sẽ phải lao động để kiếm tiền và phát triển kỹ năng trong các công việc bán thời gian, xây dựng mối quan hệ với dân làng để nhận được sự tin tưởng và giúp đỡ của họ. Sẽ có một loạt các sự kiện khác nhau với sự kiện này dẫn đến sự kiện khác, cuối cùng trò chơi sẽ kết thúc với một trong 16 kết thúc khác nhau có thể xảy ra.

## Tiếp nhận
Trò chơi nhận được đánh giá tích cực. Kristine Steimer của IGN đánh giá trò chơi 7,5 điểm, nói rằng "các điều khiển đôi khi có thể gây khó chịu" nhưng "tôi đã gặp khó khăn khi muốn ngừng chơi Harvest Moon: Hero of Leaf Valley." Trò chơi hiện giữ số điểm đánh giá 74/100 trên Metacritic. Kimberley Wallace của RPGfan đánh giá 78/100 điểm, khen ngợi hình ảnh của trò chơi vượt trội hơn bản Harvest Moon: Save the Homeland, nhưng chỉ trích thời gian chờ nạp trò chơi và âm nhạc.